# Marie-Bartholomée Bagnesi
Marie-Bartholomée Bagnesi (15 août 1514 - 28 mai 1577) est une sœur laïque dominicaine italienne vénérée comme bienheureuse par l'Église catholique. Elle est restée alitée pendant la majeure partie de sa vie, après être tombée malade en apprenant que son père avait arrangé un mariage pour elle - elle échappe à ce sort mais reste dans sa chambre où les gens affluent pour lui demander conseil. En raison de son dévouement à saint Bartholomé l'Apôtre, elle prend le nom de "Bartholomée" et l'a ajouté à son nom comme une sorte de deuxième prénom.
Objet de dévotion populaire locale pendant des siècles, elle est officiellement béatifiée par le pape Pie VII en 1804.

## Biographie
Marie Bagnesi est née à Florence le 15 août 1514 - la fête de l'Assomption - de Carlo Bagnesi et Alessandra Orlandini. Bagnesi est une enfant négligée et sa mère la laisse souvent aux soins d'autres personnes, dont l'une des sœurs de Bagnesi, une religieuse de l'Ordre des Prêcheurs, elle passe donc la majeure partie de son enfance dans le couvent de sa sœur. Quatre de ses sœurs finiront dans la vie religieuse.
Son père organise un mariage pour elle lorsqu'elle a dix-sept ans et elle s'évanouit d'horreur en apprenant cela. Cette pensée rend Bagnesi si malade qu'elle ne peu plus marcher et est donc alitée. Son père crédule se tourne vers des charlatans et fait subir à sa fille plus de trois décennies de "traitements" incessants,. Être clouée au lit signifiait qu'elle ne peut pas non plus suivre ses sœurs dans la vie religieuse mais elle devient néanmoins membre du Tiers-Ordre de Saint Dominique en 1544 et fait profession en 1545 ; elle a fait profession entre les mains de Vittorio di Mattheo. Après cela, elle découvre qu'elle peut sortir de son lit pendant de brèves périodes. La combinaison de l'asthme et des traitements de charlatan qu'elle reçoit l'immobilise juste au moment où elle commence à guérir. Elle a des visions et converse avec des anges et des démons. Les voisins commencent à croire qu'elle est victime de possession démoniaque et appellent un prêtre local - qui est devient son conseiller spirituel qui a assure aux habitants qu'elle n'est pas possédée. Les gens affirment également l'avoir vue léviter. Privilège rare, on accepte de célébrer la messe dans sa chambre à certains moments.
À cause de la réputation de sainteté de Bagnesi, sa chambre devient rapidement un lieu où se rendent les pèlerins afin de rechercher sa sagesse et ses conseils. Elle attire également les chats - certains sont restés avec elle et ont même dormi sur son lit tout en gardant ses oiseaux chanteurs. Bagnesi développe une profonde dévotion à Saint-Barthélemy l'Apôtre et prend le nom de "Bartholomée" comme une sorte de deuxième prénom. Elle a connu sainte Marie-Maddalena de Pazzi et partage ses visions avec elle ; la sainte serait elle-même guérie en raison de l'intercession de Bagnesi le 16 juin 1584. Bagnesi reçoit l'Eucharistie trois à six fois par semaine et s'y prépare à l'avance avec un soin docile,. Ses confesseurs sont les prêtres Alessandro Capocchi et Agostino Campi.
Elle meurt à Florence en 1577 et, à la fin de sa vie, cinq prêtres présents sur son lit de mort lui ont lu l'un des récits évangéliques de la Passion de Jésus-Christ. Ses restes sont emmenés en procession pour ses funérailles de Santa Maria Novella à Sainte-Marie-des-Anges où elle est enterrée. Ses restes sont incorruptibles.

## Béatification
Son culte local (ou dévotion populaire) a reçu la confirmation le 11 juillet 1804 et permis au pape Pie VII d'approuver sa béatification. Sa fête liturgique est célébrée chaque année à la date de sa mort.